# MRPL18
39S ribosomal protein L18, mitocondrial es una proteína que en humanos está codificada por el gen MRPL18 .
Las proteínas ribosómicas mitocondriales de mamíferos están codificadas por genes nucleares y ayudan en la síntesis de proteínas dentro de la mitocondria. Los ribosomas mitocondriales (mitoribosomas) consisten en una subunidad 28S pequeña y una subunidad 39S grande. Tienen una composición estimada de proteína a ARNr del 75% en comparación con los ribosomas procarióticos, donde esta proporción se invierte. Otra diferencia entre los mitoribosomas de mamíferos y los ribosomas procarióticos es que estos últimos contienen un ARNr 5S. Entre las diferentes especies, las proteínas que comprenden el mitoribosoma difieren mucho en secuencia y, a veces, en propiedades bioquímicas, lo que impide un fácil reconocimiento por homología de secuencia. Este gen codifica una proteína de la subunidad 39S que pertenece a la familia de proteínas ribosómicas L18P. Existen tres sitios polimórficos en este gen, uno de los cuales tiene tres nt de longitud, lo que provoca un aa adicional cerca del extremo N-terminal.